# Ranikothalia
Ranikothalia es un género de foraminífero bentónico de la familia Nummulitidae, de la superfamilia Nummulitoidea, del suborden Rotaliina y del orden Rotaliida. Su especie tipo es Nummulites nuttalli. Su rango cronoestratigráfico abarca desde el Selandiense (Paleoceno medio) hasta el Thanetiense (Paleoceno superior).

## Clasificación
Ranikothalia incluye a las siguientes especies:
- Ranikothalia bermudezi †
- Ranikothalia nuttalli †
- Ranikothalia sahnii †
- Ranikothalia savitriae †
- Ranikothalia sindensis †
- Ranikothalia solimani †

En Ranikothalia se ha considerado el siguiente subgénero:
- Ranikothalia (Sindulites), aceptado como género Sindulites